# Goose house Phrase 16 笑容的花朵
《Goose house Phrase #16 笑容的花朵》（Goose house Phrase #16 笑顔の花）是Goose house的第6張單曲，於2017年11月22日發行。

## 概要
- 自《Goose house Phrase #14 屬於我們的自我》以來，時隔約10個月發行的單曲。
- 前成員竹澤汀畢業後，Goose house以六人體制所發表的第一張單曲[2][3]。

## 收錄内容
1. 笑容的花朵（笑顔の花） (4:42)
  - 東京電視台「JAPAN COUNTDOWN」2017年11月份結尾曲
2. 在這比比皆是的時代裡 （何もかも有り余っている こんな時代も）(5:01)
3. I come back to you (4:54)

## 外部連結
- Goose house 『笑顔の花』Music Video （页面存档备份，存于）
- 笑顔の花／Goose house （页面存档备份，存于）